# Andrea Lodovico Adamich
Andrea Lodovico Adamich (Fiume, 1766 – Fiume, 1828) è stato un imprenditore e politico austriaco di origine ebraica, attivo nei decenni a cavallo tra il XVIII ed il XIX secolo.

## Biografia
Completati gli studi a Vienna alla Josefstädter Hauptschule gestita dai padri Scolopi, nel 1782 trovò la sua prima occupazione presso un istituto di credito a Vienna. Tornato a Fiume fondò assieme al padre, nel 1786, la ditta Simone Adamich e Figlio che operò fino al 1800.
Durante il regime napoleonico, nonostante il blocco navale messo in atto dagli inglesi, riuscì ad approvvigionare tutto il territorio delle Province illiriche da Trieste a Cattaro. Dopo la caduta di Napoleone Bonaparte, rappresentò Fiume al congresso di Verona del 1822, e tra il 1824 e il 1825 alla Dieta di Presburgo.
La sua città natale gli deve in buona parte il rapido sviluppo commerciale, industriale e culturale, in quanto ideatore della carrozzabile Fiume-Karlovac che prende il nome di Strada Luisiana o Ludovicea, fondatore di diverse fabbriche e manifatture, tra le quali la cartiera di Sussak, e costruttore del teatro dalla capacità di 1 600 posti, nel 1805.